# Johannes Schmid
Pour les articles homonymes, voir Schmid.
Johannes Schmid (né le 23 octobre 1973 à Vilsbiburg) est un réalisateur, metteur en scène et scénariste allemand.

## Biographie
Johannes Schmid a suivi des études de théâtre et de cinéma, des études d'allemand, d'histoire de l'art et de musicologie à Erlangen et Munich.  Après ses études, il a réalisé en 1996 ses premiers courts-métrages, et depuis 2000, de nombreuses pièces de théâtre parlées et musicales, y compris au Théâtre d'État de Bavière, à l'Opéra de Dortmund, au théâtre de Constance, au Théâtre Saint-Gall, au Théâtre National de Mannheim et au Schauburg de Munich. En 2000, il a fondé avec Philipp Budweg la société de production  « Schlicht und Ergreifend ». Il a remporté plusieurs prix pour ses courts métrages. En 2007, Johannes Schmid a réalisé son premier long métrage, Blöde Mütze. Le film a remporté de nombreux prix dans des festivals nationaux et internationaux. En 2010, son deuxième long métrage voit le jour, de production germano-polonaise, La fille de l'hiver (Wintertochter), qui a été honoré avec le Prix du cinéma allemand dans la catégorie des "Meilleur film pour enfants." Schmid vit à Munich.

## Filmographie

### Courts métrages
- 1996 : Le train des étoiles (Sternenzug)
- 1998 : Halbdrei
- 2001 : Les poissons Wing (Flügelfisch)
- 2002 :  Merle

### Longs métrages
- 2007 : Les chapeaux ridicules (Blöde Mütze !)
- 2011 : La fille de l'hiver (Wintertochter)
- 2016 : Agnes

## Production théâtrale (sélection)
- 2007  : L'Odyssée d'Homère, par Ad de Bont au Schauburg de Munich
- 2008  : Nature morte dans un fossé de Fausto Paravidino, au Théâtre national bavarois
- 2008  : Le Procès d'après le roman de Franz Kafka, au Théâtre de Constance
- 2009  : Don Quichotte de la Manche d'après le roman de Cervantès, au Théâtre national bavarois
- 2011  : Le tour du monde en 80 jours d'après le roman de Jules Verne, par Pavel Kohout, au Théâtre de Constance